# 八魁六
鯨魚座7，又名BD-19 21，HD 1038、SAO 147169、HR 48，是鯨魚座的一颗恒星，视星等为4.44，位于銀經75.11，銀緯-78.23，其B1900.0坐标为赤經0h 9m 33.7s，赤緯-19° -78.23′ 13″。